# Nils Quaschner
Nils Quaschner (ur. 22 kwietnia 1994 w Stralsundzie) – niemiecki piłkarz występujący na pozycji napastnika. Wychowanek Pommern Stralsund, od 2015 roku jest zawodnikiem klubu RB Leipzig. Były młodzieżowy reprezentant Niemiec.